# Parcs nacionals d'Etiòpia

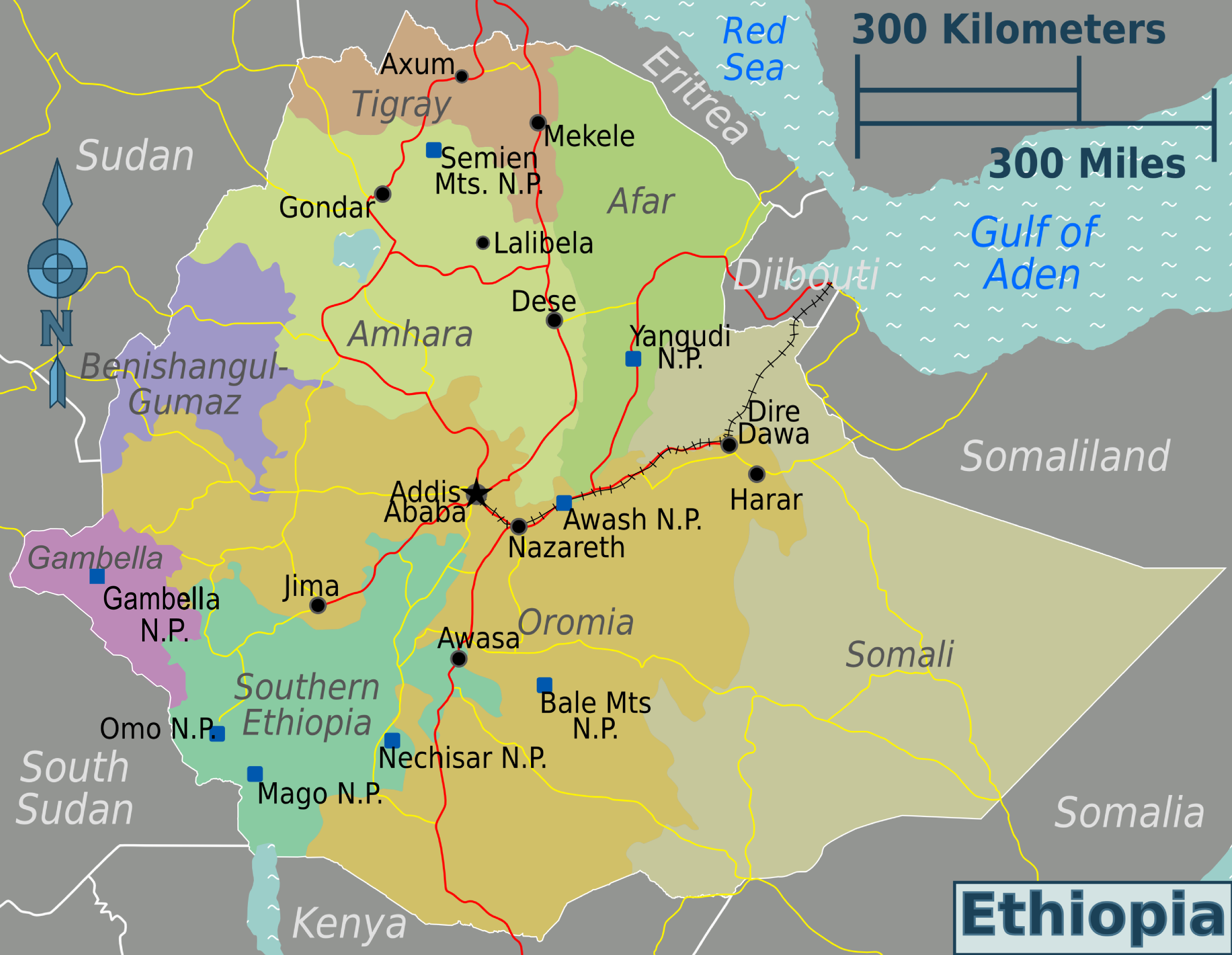
Mapa de les zones d'Etiòpia amb parcs nacionals

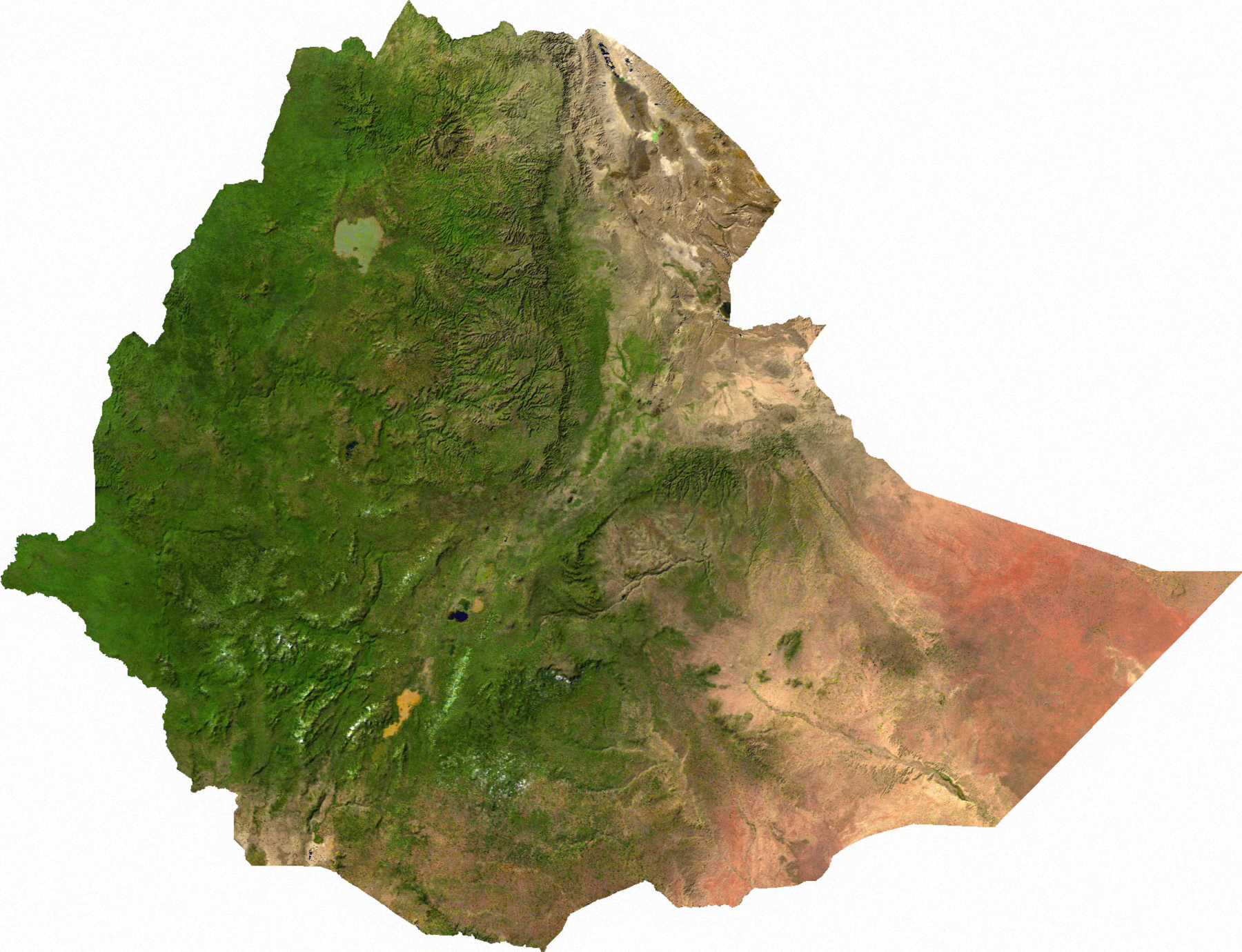
Vista de satèl·lit d'Etiòpia

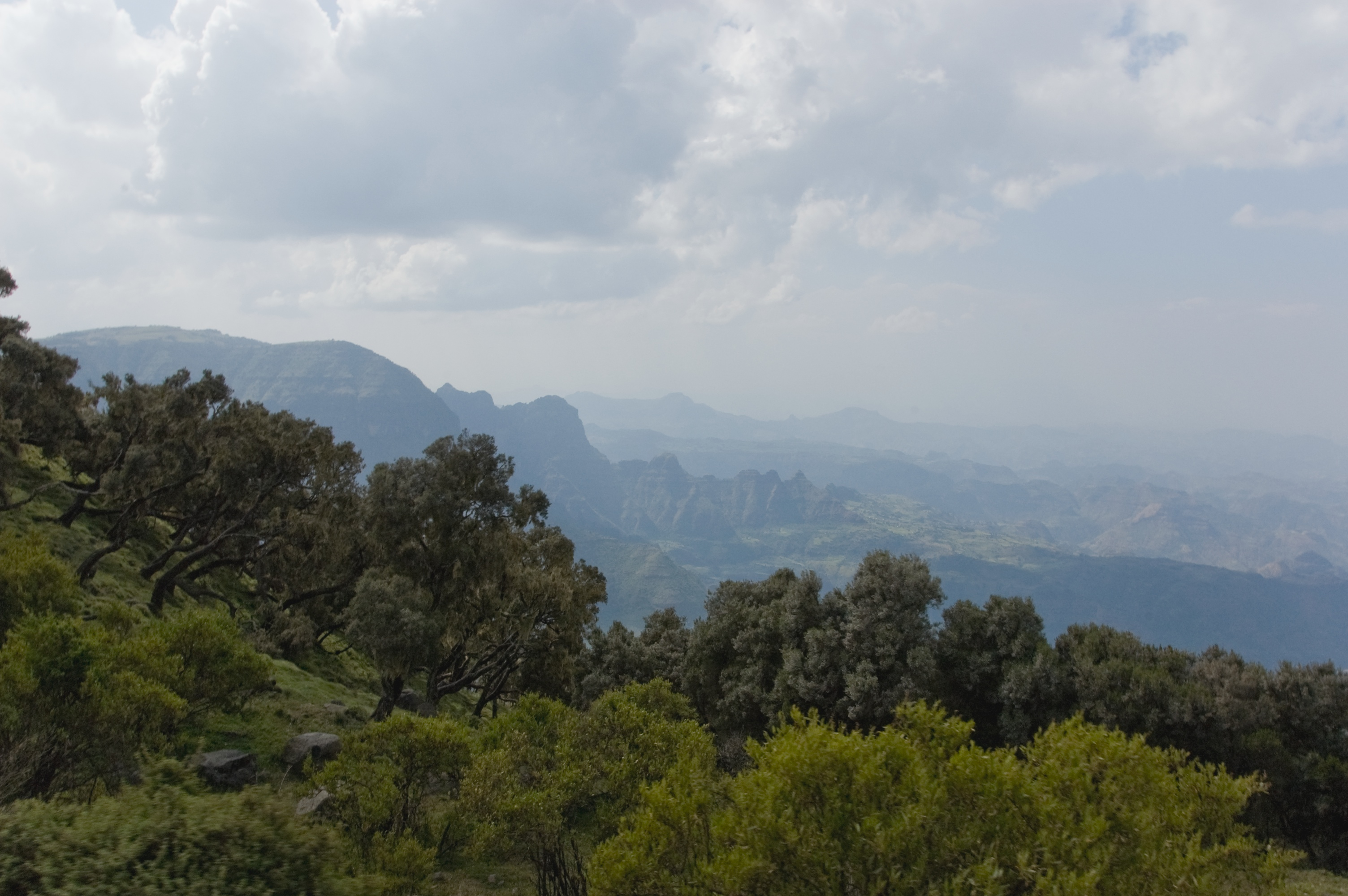
Parc Nacional del Simien

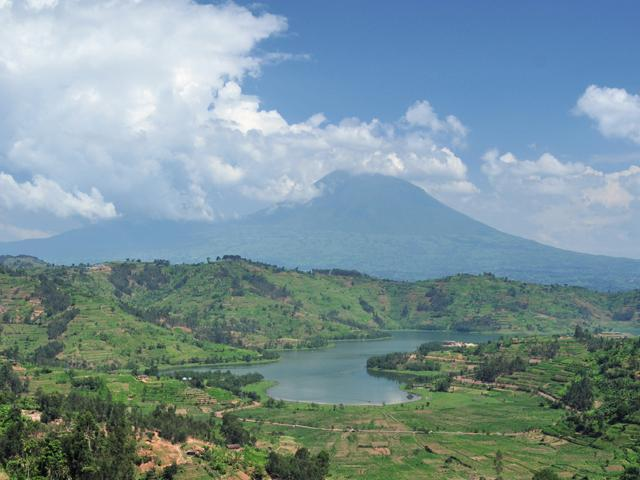
Parc nacional dels Volcans, al fons

Etiòpia té una gran varietat d'ecosistemes, que varien des dels 120 m sota el nivell del mar de la depressió de Danakil fins als 4.618 m d'altitud de la muntanya Ras Dashan, el quart pic africà, a les muntanyes Simien. La característica més distintiva n'és la Gran Vall del Rift, que travessa completament l'estat de sud-oest a nord-est. Al centre n'hi ha un alt altiplà vorejat de penya-segats al nord-oest, i descensos més suaus cap a l'est i l'oest. Hi ha un vintena de parcs nacionals representatius dels diferents paisatges.
- Parc Nacional d'Abijatta-Shalla, de 887 km², al centre, a la vall del Rift, entre 1.540 i 2.075 m d'altitud, inclou els llacs Abijatta i Shalla. N'hi ha un gran nombre de flamencs.

- Parc Nacional de Gambella, el més gran de l'estat, amb 5.061 km², pla, a l'oest, en la sabana arbustiva caduca sudanesa oriental. A la conca de l'Akobo, limita al nord amb el riu Baro, fronterer amb Sudan del Sud. N'hi ha elefants, búfals, girafes i el rar bec d'esclop, entre d'altres. Hi habiten les ètnies anuak i nuer, caracteritzades per les escarificacions decoratives en el cos.[2]

- Parc Nacional de Mag, de 2.270 km², dividit en dos pel riu Mag, afluent de l'Omo; enclou prades i boscs de ribera; està habitat per molts grups ètnics, entre ells els mursi, i culmina a la muntanya Mag, a 2.528 m.

- Parc Nacional del Simien, de 220 km², inclou el pic més alt d'Etiòpia, la muntanya Ras Dashan, i té boscs alpins d'entre 3000 i 3800 m, prades, gorges i espècies amenaçades com els papions gelada i el caracal.

- Parc Nacional de les muntanyes Bale, de 2.220 km², amb una zona a més de 4.000 m d'altitud, i un bosc amb espècies endèmiques com la mona verda de les muntanyes Bale (Chlorocebus djamdjamensis).

- Parc Nacional de Nechisar, de 514 km², al sud-oest, entre 1.100 i 1.650 m d'altitud, en la falla del Rift, comprèn els llacs d'Abaya i Chamo, amb un bosc dominat per grans sicòmors.

- Parc Nacional de l'Omo, de 4.068 km². És el parc més extrem, al sud-oest; poblat per diverses ètnies, i es creà arran del descobriment de fòssils humans dels humans de Kibish.

- Parc Nacional d'Awash, de 756 km², a la riba esquerra del riu Awash a l'eixida de les muntanyes; boscs d'acàcies i prades, amb interessants cascades, òrixs, estruços, i gaseles.

- Parc Nacional de Chebera Churchura, de 1.250 km², al sud-oest, entre 700 i 2.450 m d'altitud. Un terç del territori és cobert de boscs, a les valls, i la resta és sabana, la qual cosa permet l'existència de molts grans mamífers: elefants, búfals, lleons, lleopards, etc. Hi ha pluges abundants entre març i setembre. El riu Zigna, afluent de l'Omo presenta coves, cascades i fonts termals.[3]

- Parc Nacional de Kafta Sheraro, de 5.000 km², al nord, a l'oest de Tigre, travessada pel riu Tekezé. Bosc sec de muntanya amb acàcies i ecosistema Cobretum-Terminalia. Hi ha la població més septentrional d'elefants (un centenar) d'Àfrica oriental, que emigren entre Etiòpia i Eritrea; estruços, lleopards, lleons, etc. L'alçada és entre 550 m i 1.800 m a les terres altes de Kafta.[4][5]

- Parc Nacional de Maze, de 210 km², a l'oest, entre 1.000 i 1.200 m d'altitud, santuari del búbal de Swayne. Creat el 2003, abans servia com a reserva de caça del búfal i el búbal de Swayne. Ara serveix per a protegir-los, com el santuari Senkelle del búbal de Swayne, que és molt prop del Parc Nacional d'Abijatta-Shalla.[6]

- Parc Nacional de Yangudi Rassa, de 4.730 km², a la regió d'Àfar, entre 400 i 1.450 m d'altitud, semidesèrtic, amb prades i zones arbrades amb acàcies, zona de conflicte entre els àfars i el clan somali dels issa, es creà per protegir l'ase salvatge africà. El riu Awash en forma la frontera occidental. Hi ha temperatures de 42-43 °C a l'ombra.[7]

- Parc Nacional d'Alatish, creat el 2006, amb 2.666 km², al nord-oest, al riu Alatish, que flueix cap a Sudan, amb què fa frontera, entre 520 i 920 m d'altitud: ecosistema Combretum-Terminalia, entre el bosc de muntanya de Simien i la zona del Sahel de Sudan. Ruta migratòria d'elefants del Parc Nacional Dinder del Sudan, 26 grans mamífers, aus.[8]

- Parc Nacional de Geraille, 386 km², del total de 1.042 km² de l'ecosistema del riu Dawa, afluent del Juba, a la frontera amb Somàlia, a la zona Liben de la regió somali d'Etiòpia. Abans era l'àrea de caça controlada de Borana. Sabana, entre 800 i 1.380 m als penya-segats, acàcia baixa i Commiphora, elefants, girafes, guepards, antílops, òrixs, gaseles, rinoceronts negres, etc.[9]

- Parc Nacional de Borera Saynt, amb 43,75 km², al districte de Borena, a la regió Amhara, al nord-oest d'Etiòpia, també anomenat bosc estatal de Denkoro, bosc amenaçat per l'agricultura, entre 1.100 i 3.700 m. Hi ha antílop jeroglífic de Meniliki, xacal etíop, etc.[10]

A més dels parcs nacionals, a Etiòpia s'han creat santuaris de la natura, àrees que no gaudeixen del mateix estatus que els parcs, creades per protegir determinats animals i plantes.
- Santuari de la natura de Yabelo: té 2.500 km² al sud d'Etiòpia, prop del poble de Yabelo, entre 1.430 i 2.000 d'altitud. És una sabana d'acàcies amb ginebres i ullastres a les parts altes. Destaca per les aus protegides, entre elles la Zavattariornis stresemanni i l'oreneta cuablanca.[12]

- Santuari d'elefants de Babile, amb 6.982 km², a l'est, a 255 km al sud d'Harar. Altiplà, entre 1.000 m al sud i 1.750 m al nord, travessat per diversos tributaris del riu Shabele. Sabana arbrada i matoll amb arbusts i cactus. Fonts termals. Elefants, lleons, lleopards, guepards, papions, gaseles, etc.[13]

- Santuari Senkelle del búbal de Swayne, amb 54 km², al centre del país, a 340 km al sud d'Addis Abeba, bosc obert d'acàcies, destinat a protegir el búbal de Swayne, del qual hi ha entre 600 i 800 exemplars. També hi ha altres herbívors, hienes i civetes.

- Bahir Dar, parc del Mil·lenni Nil Blau, a 32 km al sud-est de Bahir Dar, amb illes i cascades del riu, i diversitat de plantes.[14]